# Discophlebia lipauges
Discophlebia lipauges là một loài bướm đêm thuộc họ Oenosandridae. Nó được tìm thấy ở Úc.